# 6 Hours of Fuji 2022

Tor Fuji International Speedway

6 Hours of Fuji 2022 – długodystansowy wyścig samochodowy, który odbył się 11 września 2022 roku. Był on piątą rundą sezonu 2022 serii FIA World Endurance Championship.

## Uczestnicy
3 kierowców zostało zastąpianych z racji konfliktu terminarzy z DTM. Nico Müller, kierowca #10 Vector Sport, został zastąpiony przez Rengera van der Zande. Zastępcą René Rasta, z załogi #31 Team WRT, był Dries Vanthoor. Davide Rigon zastąpił Nicka Cassidy'ego w #54 AF Corse.
James Rossiter przejechał kolejny wyścig w samochodzie #94 Peugeot TotalEnergies jako zastępca Kevina Magnussena.

## Harmonogram
| Dzień                  | Godzina | Sesja                             | Długość  |
| ---------------------- | ------- | --------------------------------- | -------- |
| Piątek, 9 września     | 11:00   | Pierwsza sesja treningowa         | 90 minut |
| Piątek, 9 września     | 15:30   | Druga sesja treningowa            | 90 minut |
| Sobota, 10 września    | 10:20   | Trzecia sesja treningowa          | 60 minut |
| Sobota, 10 września    | 14:40   | Kwalifikacje LMGTE Pro i LMGTE Am | 10 minut |
| Sobota, 10 września    | 15:00   | Kwalifikacje Hypercar i LMP2      | 10 minut |
| Niedziela, 11 września | 11:00   | Wyścig                            | 6 godzin |
| Źródło                 |         |                                   |          |

## Sesje treningowe
| Klasa          | Zespół                 | Samochód            | Czas           | Okr.           |                |
| Sesja pierwsza | Sesja pierwsza         | Sesja pierwsza      | Sesja pierwsza | Sesja pierwsza | Sesja pierwsza |
| -------------- | ---------------------- | ------------------- | -------------- | -------------- | -------------- |
| Hypercar       | #8 Toyota Gazoo Racing | Toyota GR010 Hybrid | 1:31,171       | 52             |                |
| LMP2           | #83 AF Corse           | Oreca 07            | 1:32,624       | 43             |                |
| LMGTE Pro      | #51 AF Corse           | Ferrari 488 GTE Evo | 1:37,723       | 45             |                |
| LMGTE Am       | #46 Team Project 1     | Porsche 911 RSR-19  | 1:39,064       | 45             |                |
| Sesja druga    |                        |                     |                |                |                |
| Hypercar       | #7 Toyota Gazoo Racing | Toyota GR010 Hybrid | 1:29,948       | 50             |                |
| LMP2           | #38 Jota               | Oreca 07            | 1:32,351       | 45             |                |
| LMGTE Pro      | #51 AF Corse           | Ferrari 488 GTE Evo | 1:37,682       | 50             |                |
| LMGTE Am       | #85 Iron Dames         | Ferrari 488 GTE Evo | 1:39,170       | 47             |                |
| Sesja trzecia  |                        |                     |                |                |                |
| Hypercar       | #8 Toyota Gazoo Racing | Toyota GR010 Hybrid | 1:29,865       | 36             |                |
| LMP2           | #38 Jota               | Oreca 07            | 1:31,822       | 31             |                |
| LMGTE Pro      | #91 Porsche GT Team    | Porsche 911 RSR-19  | 1:36,883       | 30             |                |
| LMGTE Am       | #56 Team Project 1     | Porsche 911 RSR-19  | 1:38,801       | 32             |                |

## Kwalifikacje
Pole position w każdej kategorii oznaczone jest pogrubieniem.
| Poz.   | Klasa     | Zespół                        | Kierowca               | Czas     | Strata  | Poz. s. |
| ------ | --------- | ----------------------------- | ---------------------- | -------- | ------- | ------- |
| 1      | Hypercar  | #7 Toyota Gazoo Racing        | Kamui Kobayashi        | 1:29,234 | —       | 1       |
| 2      | Hypercar  | #8 Toyota Gazoo Racing        | Brendon Hartley        | 1:29,254 | +0,020  | 2       |
| 3      | Hypercar  | #36 Alpine ELF Team           | Matthieu Vaxiviere     | 1:29,446 | +0,212  | 3       |
| 4      | Hypercar  | #93 Peugeot TotalEnergies     | Jean-Eric Vergne       | 1:30,000 | +0,766  | 4       |
| 5      | Hypercar  | #94 Peugeot TotalEnergies     | Loïc Duval             | 1:30,152 | +0,918  | 5       |
| 6      | LMP2      | #38 Jota                      | Antonio Felix da Costa | 1:31,649 | +2,415  | 6       |
| 7      | LMP2      | #83 AF Corse                  | Nicklas Nielsen        | 1:31,929 | +2,695  | 7       |
| 8      | LMP2      | #41 RealTeam by WRT           | Ferdinand Habsburg     | 1:32,143 | +2,909  | 8       |
| 9      | LMP2      | #31 Team WRT                  | Robin Frijns           | 1:32,210 | +2,976  | 9       |
| 10     | LMP2      | #10 Vector Sport              | Sebastien Bourdais     | 1:32,297 | +3,063  | 10      |
| 11     | LMP2      | #22 United Autosports USA     | Filipe Albuquerque     | 1:32,337 | +3,103  | 11      |
| 12     | LMP2      | #23 United Autosports USA     | Alexander Lynn         | 1:32,342 | +3,108  | 12      |
| 13     | LMP2      | #28 Jota                      | Edward Jones           | 1:32,439 | +3,205  | 13      |
| 14     | LMP2      | #9 Prema Orlen Team           | Robert Kubica          | 1:32,479 | +3,245  | 14      |
| 15     | LMP2      | #1 Richard Mille Racing Team  | Charles Milesi         | 1:32,529 | +3,295  | 15      |
| 16     | LMP2      | #34 Inter Europol Competition | Alex Brundle           | 1:32,800 | +3,566  | 16      |
| 17     | LMP2      | #45 Algarve Pro Racing        | James Allen            | 1:32,879 | +3,645  | 17      |
| 18     | LMP2      | #35 Ultimate                  | Matthieu Lahaye        | 1:33,155 | +3,921  | 18      |
| 19     | LMGTE Pro | #92 Porsche GT Team           | Michael Christensen    | 1:36,371 | +7,137  | 19      |
| 20     | LMGTE Pro | #51 AF Corse                  | James Calado           | 1:36,566 | +7,332  | 20      |
| 21     | LMGTE Pro | #91 Porsche GT Team           | Gianmaria Bruni        | 1:36,800 | +7,566  | 21      |
| 22     | LMGTE Pro | #52 AF Corse                  | Miguel Molina          | 1:36,851 | +7,617  | 22      |
| 23     | LMGTE Pro | #64 Corvette Racing           | Nick Tandy             | 1:37,127 | +7,893  | 23      |
| 24     | LMGTE Am  | #33 TF Sport                  | Ben Keating            | 1:39,309 | +10,075 | 24      |
| 25     | LMGTE Am  | #85 Iron Dames                | Sarah Bovy             | 1:39,371 | +10,137 | 25      |
| 26     | LMGTE Am  | #71 Spirit of Race            | Franck Dezoteux        | 1:39,461 | +10,227 | 26      |
| 27     | LMGTE Am  | #46 Team Project 1            | Nicolas Leutwiler      | 1:39,796 | +10,562 | 34      |
| 28     | LMGTE Am  | #54 AF Corse                  | Thomas Flohr           | 1:39,809 | +10,575 | 27      |
| 29     | LMGTE Am  | #56 Team Project 1            | Takeshi Kimura         | 1:39,853 | +10,619 | 28      |
| 30     | LMGTE Am  | #77 Dempsey - Proton Racing   | Christian Ried         | 1:39,874 | +10,640 | 29      |
| 31     | LMGTE Am  | #88 Dempsey - Proton Racing   | Fred Poordad           | 1:40,052 | +10,818 | 30      |
| 32     | LMGTE Am  | #86 GR Racing                 | Michael Wainwright     | 1:40,271 | +11,037 | 31      |
| 33     | LMGTE Am  | #21 AF Corse                  | Christoph Ulrich       | 1:40,418 | +11,184 | 32      |
| 34     | LMGTE Am  | #60 Iron Lynx                 | Claudio Schiavoni      | 1:40,683 | +11,449 | 33      |
| 35     | LMGTE Am  | #98 NorthWest AMR             | Paul Dalla Lana        | —        | —       | 35      |
| 36     | LMGTE Am  | #777 D'Station Racing         | Satoshi Hoshino        | —        | —       | 36      |
| Źródła |           |                               |                        |          |         |         |

## Wyścig

### Wyniki
Minimum do bycia sklasyfikowanym (70 procent dystansu pokonanego przez zwycięzców wyścigu) wyniosło 162 okrążenia. Zwycięzcy klas są oznaczeni pogrubieniem.
| Poz.              | Klasa         | Zespół                        | Kierowcy                                                | Samochód                 | Opony | Okr. | Czas/Strata   |
| ----------------- | ------------- | ----------------------------- | ------------------------------------------------------- | ------------------------ | ----- | ---- | ------------- |
| 1                 | Hypercar      | #8 Toyota Gazoo Racing        | Sébastien Buemi Brendon Hartley Ryō Hirakawa            | Toyota GR010 Hybrid      | M     | 232  | 6:01:23,341   |
| 2                 | Hypercar      | #7 Toyota Gazoo Racing        | Mike Conway Kamui Kobayashi José María López            | Toyota GR010 Hybrid      | M     | 232  | +1:08,382     |
| 3                 | Hypercar      | #36 Alpine ELF Team           | André Negrão Nicolas Lapierre Matthieu Vaxivière        | Alpine A480              | M     | 230  | +2 okrążenia  |
| 4                 | Hypercar      | #93 Peugeot TotalEnergies     | Paul di Resta Mikkel Jensen Jean-Eric Vergne            | Peugeot 9X8              | M     | 225  | +7 okrążeń    |
| 5                 | LMP2          | #31 Team WRT                  | Sean Gelael Robin Frijns Dries Vanthoor                 | Oreca 07                 | G     | 225  | +7 okrążeń    |
| 6                 | LMP2          | #38 Jota                      | Roberto González Antonio Felix da Costa William Stevens | Oreca 07                 | G     | 224  | +8 okrążeń    |
| 7                 | LMP2          | #28 Jota                      | Oliver Rasmussen Edward Jones Jonathan Aberdein         | Oreca 07                 | G     | 224  | +8 okrążeń    |
| 8                 | LMP2          | #41 RealTeam by WRT           | Rui Andrade Ferdinand Habsburg Norman Nato              | Oreca 07                 | G     | 224  | +8 okrążeń    |
| 9                 | LMP2          | #23 United Autosports USA     | Alexander Lynn Oliver Jarvis Joshua Pierson             | Oreca 07                 | G     | 224  | +8 okrążeń    |
| 10                | LMP2          | #9 Prema Orlen Team           | Robert Kubica Louis Delétraz Lorenzo Colombo            | Oreca 07                 | G     | 224  | +8 okrążeń    |
| 11                | LMP2          | #22 United Autosports USA     | Philip Hanson Filipe Albuquerque William Owen           | Oreca 07                 | G     | 224  | +8 okrążeń    |
| 12                | LMP2          | #1 Richard Mille Racing Team  | Lilou Wadoux Paul-Loup Chatin Charles Milesi            | Oreca 07                 | G     | 223  | +9 okrążeń    |
| 13                | LMP2          | #10 Vector Sport              | Renger van der Zande Ryan Cullen Sébastien Bourdais     | Oreca 07                 | G     | 223  | +9 okrążeń    |
| 14                | LMP2 (Pro-Am) | #83 AF Corse                  | François Perrodo Nicklas Nielsen Alessio Rovera         | Oreca 07                 | G     | 223  | +9 okrążeń    |
| 15                | LMP2          | #34 Inter Europol Competition | Jakub Śmiechowski Alex Brundle Esteban Gutiérrez        | Oreca 07                 | G     | 222  | +10 okrążeń   |
| 16                | LMP2 (Pro-Am) | #35 Ultimate                  | Jean-Baptiste Lahaye Matthieu Lahaye François Heriau    | Oreca 07                 | G     | 221  | +11 okrążeń   |
| 17                | LMGTE Pro     | #51 AF Corse                  | Alessandro Pier Guidi James Calado                      | Ferrari 488 GTE Evo      | M     | 217  | +15 okrążeń   |
| 18                | LMGTE Pro     | #52 AF Corse                  | Miguel Molina Antonio Fuoco                             | Ferrari 488 GTE Evo      | M     | 217  | +15 okrążeń   |
| 19                | LMGTE Pro     | #92 Porsche GT Team           | Michael Christensen Kévin Estre                         | Porsche 911 RSR-19       | M     | 217  | +15 okrążeń   |
| 20                | Hypercar      | #94 Peugeot TotalEnergies     | Loïc Duval Gustavo Menezes James Rossiter               | Peugeot 9X8              | M     | 217  | +15 okrążeń   |
| 21                | LMGTE Pro     | #91 Porsche GT Team           | Gianmaria Bruni Richard Lietz                           | Porsche 911 RSR-19       | M     | 216  | +16 okrążeń   |
| 22                | LMGTE Pro     | #64 Corvette Racing           | Tommy Milner Nick Tandy                                 | Chevrolet Corvette C8.R  | M     | 215  | +17 okrążeń   |
| 23                | LMGTE Am      | #33 TF Sport                  | Ben Keating Henrique Chaves Marco Sørensen              | Aston Martin Vantage AMR | M     | 213  | +19 okrążeń   |
| 24                | LMGTE Am      | #85 Iron Dames                | Rahel Frey Michelle Gatting Sarah Bovy                  | Ferrari 488 GTE Evo      | M     | 212  | +20 okrążeń   |
| 25                | LMGTE Am      | #777 D'Station Racing         | Satoshi Hoshino Tomonobu Fujii Charles Fagg             | Aston Martin Vantage AMR | M     | 212  | +20 okrążeń   |
| 26                | LMGTE Am      | #54 AF Corse                  | Thomas Flohr Francesco Castellacci Davide Rigon         | Ferrari 488 GTE Evo      | M     | 212  | +20 okrążeń   |
| 27                | LMGTE Am      | #98 NorthWest AMR             | Paul Dalla Lana David Pittard Nicki Thiim               | Aston Martin Vantage AMR | M     | 212  | +20 okrążeń   |
| 28                | LMGTE Am      | #46 Team Project 1            | Matteo Cairoli Mikkel Pedersen Nicolas Leutwiler        | Porsche 911 RSR-19       | M     | 211  | +21 okrążeń   |
| 29                | LMGTE Am      | #71 Spirit of Race            | Franck Dezoteux Pierre Ragues Gabriel Aubry             | Ferrari 488 GTE Evo      | M     | 211  | +21 okrążeń   |
| 30                | LMGTE Am      | #56 Team Project 1            | Takeshi Kimura Oliver Millroy Ben Barnicoat             | Porsche 911 RSR-19       | M     | 211  | +21 okrążeń   |
| 31                | LMGTE Am      | #88 Dempsey - Proton Racing   | Fred Poordad Patrick Lindsey Jan Heylen                 | Porsche 911 RSR-19       | M     | 211  | +21 okrążeń   |
| 32                | LMGTE Am      | #21 AF Corse                  | Simon Mann Christoph Ulrich Toni Vilander               | Ferrari 488 GTE Evo      | M     | 211  | +21 okrążeń   |
| 33                | LMGTE Am      | #60 Iron Lynx                 | Claudio Schiavoni Matteo Cressoni Giancarlo Fisichella  | Ferrari 488 GTE Evo      | M     | 211  | +21 okrążeń   |
| 34                | LMP2 (Pro-Am) | #45 Algarve Pro Racing        | Steven Thomas James Allen René Binder                   | Oreca 07                 | G     | 199  | +33 okrążenia |
| 35                | LMGTE Am      | #86 GR Racing                 | Michael Wainwright Riccardo Pera Benjamin Barker        | Porsche 911 RSR-19       | M     | 193  | +39 okrążeń   |
| Niesklasyfikowani |               |                               |                                                         |                          |       |      |               |
|                   | LMGTE Am      | #77 Dempsey - Proton Racing   | Christian Ried Sebastian Priaulx Harry Tincknell        | Porsche 911 RSR-19       | M     | 128  |               |
| Źródło            |               |                               |                                                         |                          |       |      |               |

### Statystyki

#### Najszybsze okrążenie
| Klasa     | Kierowca          | Zespół                 | Czas     | Okr. |
| --------- | ----------------- | ---------------------- | -------- | ---- |
| Hypercar  | Kamui Kobayashi   | #8 Toyota Gazoo Racing | 1:30,735 | 2    |
| LMP2      | Jonathan Aberdein | #28 Jota               | 1:32,290 | 121  |
| LMGTE Pro | Antonio Fuoco     | #52 AF Corse           | 1:37,515 | 179  |
| LMGTE Am  | Davide Rigon      | #54 AF Corse           | 1:38,321 | 179  |
| Źródło    |                   |                        |          |      |

#### Prowadzenie w wyścigu
| Zespół                 | Okrążenia                                                               | Suma     |          |
| Hypercar               | Hypercar                                                                | Hypercar | Hypercar |
| ---------------------- | ----------------------------------------------------------------------- | -------- | -------- |
| #7 Toyota Gazoo Racing | 1–36, 39–63                                                             | 61       |          |
| #8 Toyota Gazoo Racing | 37–38, 64–232                                                           | 171      |          |
| LMP2                   |                                                                         |          |          |
| #31 Team WRT           | 1–37, 40–41, 79–80, 83–107, 111–134, 139–161, 166–188, 194–215, 222–225 | 162      |          |
| #28 Jota               | 38–39, 42–52, 55–78                                                     | 37       |          |
| #9 Prema Orlen Team    | 53–54, 81–82, 108–110, 138                                              | 8        |          |
| #38 Jota               | 135–137, 162–165, 189–193, 216–221                                      | 18       |          |
| LMGTE Pro              |                                                                         |          |          |
| #51 AF Corse           | 1–9, 20–87, 89–132, 135–166, 177, 186–217                               | 186      |          |
| #92 Porsche GT Team    | 10–19, 88, 133–134, 178–180                                             | 16       |          |
| #52 AF Corse           | 167–176, 181–185                                                        | 15       |          |
| LMGTE Am               |                                                                         |          |          |
| #33 TF Sport           | 1–2, 76, 80–116, 119–155, 159–192, 197–213                              | 128      |          |
| #85 Iron Dames         | 3–9, 117–118, 156–158, 193–196                                          | 16       |          |
| #98 NorthWest AMR      | 10–13, 37–38, 41–46                                                     | 12       |          |
| #777 D'Station Racing  | 14–36, 47–75                                                            | 52       |          |
| #54 AF Corse           | 39–40, 77–79                                                            | 5        |          |
| Źródło                 |                                                                         |          |          |